# شبانه سیاه و طلایی، سقوط موشک
شبانه سیاه و طلایی، سقوط موشک (انگلیسی: Nocturne in Black and Gold – The Falling Rocket) یک نقاشی رنگ روغن بر روی بوم در سبک تونالیسم از جیمز مک‌نیل ویسلر نقاش آمریکایی است که در سال ۱۸۷۵ طرح گردید.
این اثر هنرمند پیرو همان ایدهٔ هنر از برای هنر است که یک مفهوم پیاده‌سازی شده توسط تئوفیل گوتیه و شارل بودلر می‌باشد. برای نخستین بار در گالری گروس‌ونور لندن در سال ۱۸۷۷ به نمایش گذاشته شد، این اثر نقاش با الهام از کری‌مورن پارک که یک محل تفریح و لذت در لندن است گرفته شده و به مجموعهٔ آثار مشهور به سری شبانهٔ نقاش تعلق دارد، نقاشی در بالاترین نقطه از نقاشی‌های طرح شدهٔ ویسلر از مرحلهٔ دوم آثارش قرار می‌گیرد، این اثر بیانگر یک پارک‌شهر و سقوط موشک به واسطهٔ آتش‌بازی در شب و آسمانی مه‌آلود می‌باشد
نقاشی شبانهٔ سیاه و طلایی، سقوط موشک به یک جهت بسیار مشهور می‌باشد چرا که آغازگر طرح دعوی در دادگاه بین ویسلر و منتقد هنری جان راسکین گردید.